# Горняк (футбольный клуб, Качканар)
Стадион «Горняк»
«Горня́к» — российский футбольный клуб из Качканара. Основан в 1971 году. В 1995 году назывался «Горняк-Ванадий». Лучшее достижение в первенстве России — 6 место в 5 зоне второй лиги в 1992 году.
Форма: дома — красно-белая, на выезде — белая.

## История клуба
Футбольная команда «Горняк» образована в 1971 году по инициативе Леонида Васильевича Шашмурина, в то время начальника труда и заработной платы Качканарского ГОКа. Первым тренером «Горняка» был Владимир Иванович Гревцов. С ним команда прошла путь от соревнований на первенство Нижнетагильского территориального совета до первой группы первенства области.
В июне 1976 года состоялся праздник, посвященный открытию стадиона «Горняк» и летним Олимпийским играм. Центральным событием мероприятия стала встреча футбольной команды «Горняк» со сборной командой ветеранов футбола страны.
В 1989 году «Горняк» возглавил Виктор Петрович Шляев. Став в том году чемпионом области, а ещё через год — серебряным призёром чемпионата России среди коллективов физкультуры, команда получила право выступать в Профессиональной футбольной лиге.
На профессиональном уровне в Первенстве России команда выступала на протяжении шести сезонов (1992—1997). В 1998—2000 годах играла в Первенстве КФК (зона «Урал»), после чего была расформирована.
В дальнейшем клуб был воссоздан, и в настоящее время выступает в чемпионате Свердловской области. Генеральным спонсором клуба является Качканарский горно-обогатительный комбинат (ЕВРАЗ КГОК). С 2014 года полное название клуба — «Горняк-ЕВРАЗ». Функционирует в форме автономной некоммерческой организации.

## Результаты выступлений
| Сезон | Лига/Дивизион | Зона | Место    | Кубок |
| ----- | ------------- | ---- | -------- | ----- |
| 1992  | Вторая лига   | 5    | 6 из 18  | 1/512 |
| 1993  | Вторая лига   | 6    | 7 из 22  | 1/128 |
| 1994  | Третья лига   | 6    | 9 из 14  | 1/256 |
| 1995  | Третья лига   | 6    | 5 из 14  | 1/128 |
| 1996  | Третья лига   | 6    | 11 из 13 | 1/256 |
| 1997  | Третья лига   | 6    | 16 из 18 | —     |
| 1998  | КФК           | Урал | 5 из 8   | 1/2   |
| 1999  | КФК           | Урал | 6 из 8   | 1/8   |
| 2000  | КФК           | Урал | 5 из 10  | —     |

Примечания
1. ↑  Снялся после первого круга. В матчах второго круга клубу были засчитаны технические поражения со счётом 0:3 (-:+).
2. 1 2  Кубок Урала — МРО «Урал и Западная Сибирь».

## Достижения
- Победитель зонального первенства РСФСР среди команд КФК (1991)
- Вице-чемпион России среди любительских футбольных клубов (КФК) (1991)
- Чемпион Свердловской области (1989)
- Бронзовый призёр чемпионата Свердловской области (2016)[7]
- Обладатель Кубка Свердловской области (1977[8], 1978, 1991)[4][2]

## Рекордсмены клуба
Рекордсмен по числу сыгранных матчей во всех турнирах (с учётом любительских) — Юрий Янушкевич — 707 матчей за 23 сезона (1980—2003). Лучшие бомбардиры клуба в истории — Александр Черных (165) и Олег Дудля (160).

## Известные игроки
- Данилов, Андрей Сергеевич
- Переменин, Денис Владимирович
- Аляпкин, Сергей Иванович
- Алексеев, Алексей Александрович
- Осинов, Михаил Святославович
- Лучина, Сергей Александрович
- Васиков, Ринат Флурович
- Фадеев, Сергей Валерьевич
- Дрожалкин, Сергей Васильевич

## СДЮШОР «Олимп»
Поставщиком молодых талантов для команды «Горняк» служит СДЮШОР «Олимп», открытая в 1977 г., которая в 1997 г. заслужила статус специализированной школы олимпийского резерва. На базе общеобразовательных школ было открыто 5 специализированных классов по футболу с продлённым днём обучения.
Неоднократно команды школы добивались побед над различными соперниками. Становились победителями областных и республиканских соревнований. На базе школы формировались сборные команды области, которые также успешно выступали, как на Всесоюзных соревнованиях, так и во всероссийских. Команда «Авто 1» действующий чемпион области.